# Sebastian Kühner
Sebastian Kühnerⓘ (ur. 15 marca 1987) – niemiecki siatkarz, 62-krotny reprezentant kraju w kategorii juniorów.

## Kariera sportowa
Karierę zawodniczą rozpoczynał w SCC Berlin. Na sezon 2006/2007 przeszedł do lokalnego rywala klubu – VCO Berlin. W 2007 został zawodnikiem SV Bayer Wuppertal, występującego w Bundeslidze. W owym zespole został oznaczony na koszulce numerem 4.

## Sukcesy klubowe
Mistrzostwo Niemiec:
- 2013, 2014, 2016, 2017, 2018, 2019
- 2015

Liga Mistrzów:
- 2015

Puchar Niemiec:
- 2016

Puchar CEV:
- 2016

## Sukcesy reprezentacyjne
Mistrzostwa Świata:
- 2014

Igrzyska Europejskie:
- 2015